# 龙坑街道
龙坑街道，是中华人民共和国贵州省遵义市播州区下辖的一个街道办事处。
2016年10月11日，贵州省人民政府批复同意撤销龙坑镇，设置龙坑街道，辖共青社区、马家湾社区、梳池社区、八里社区、金鼓社区、龙坑社区、中山社区、保利社区、谢家社区，办事处驻共青社区。

## 行政区划
龙坑街道下辖以下地区：
共青社区、中山社区、龙坑社区、马家湾社区、谢家坝村、八里村、苏池村和金鼓村。